# Selam Bus Line Share Company
La Selam Bus Line Share Company è una delle più grandi compagnie a lunga distanza di autobus in Etiopia. Venne fondata nel 1996 dall'Associazione per lo sviluppo del Tigray per affrontare la necessità a livello nazionale per il trasporto pubblico. L'azienda ha iniziato ad operare il 9 aprile 1996 con una flotta di 25 autobus Iveco. Selam Linea bus attualmente fornisce il servizio a più di 17 città in Etiopia.

## Panoramica
Nel tentativo di aumentare la quota di mercato, l'azienda ha venduto 6.000 azioni alla Banca Wegagen che ha la sua sede principale a Macallè nel mese di ottobre del 2006. Esse avevano un valore nominale di 5.000 Birr ad azione per un valore di sei milioni di Birr e sono state vendute a 700 nuovi soci. 
Nel novembre 2008 la società ha annunciato di voler passare dal trasporto pubblico ai servizi di trasporto turistico e per questo acquistò 14 autobus Scania per un costo complessivo di 1,6 milioni di Birr ognuna con una carrozzeria prodotta da una società brasiliana, Marcopolo SA; La linea Bus Selam ha in programma di acquistare altri 70 autobus. Gli itinerari turistici si svolgeranno tra Addis Abeba e le città etiope di Macallè, Bahir Dar, Gondar, Dire Dawa, Harar, Dessiè e Awasa.  lnoltre ci sono anche autobus per Nairobi via Awasa e Moyale.